# Pawonków
Pawonków (deutsch Pawonkau) ist ein Ort in der Landgemeinde Pawonków im Powiat Lubliniecki der Woiwodschaft Schlesien in Polen.

## Geschichte

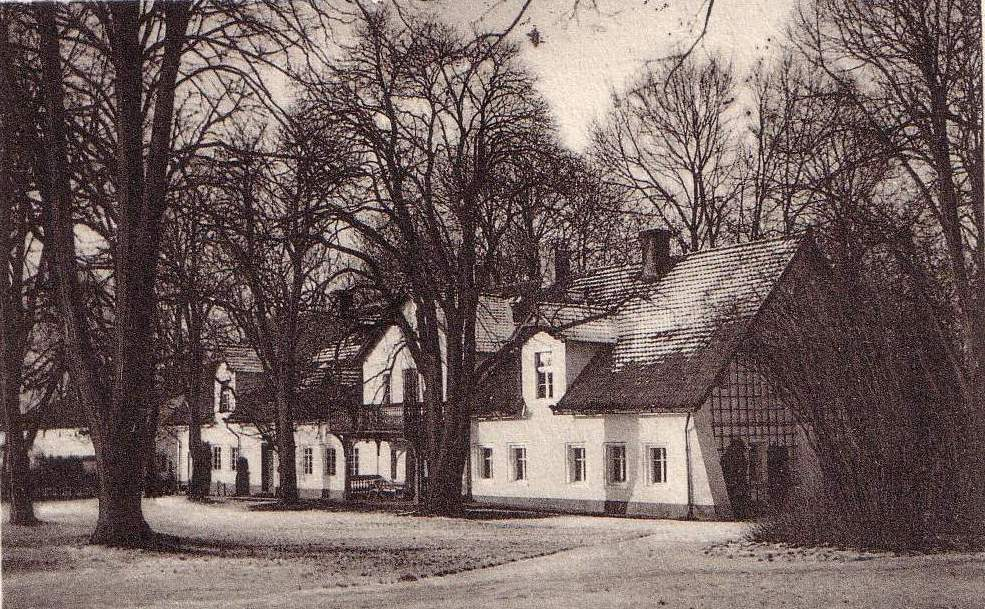
Gutshaus, erbaut um 1800

Pawonkau wurde 1742 mit dem größten Teil Schlesiens preußisch und war ab 1816 Teil des Kreises Lublinitz im Regierungsbezirk Oppeln. Bei der Volksabstimmung in Oberschlesien am 20. März 1921 wurden in Pawonkau 158 Stimmen für einen Verbleib bei Deutschland und 147 für einen Anschluss an Polen abgegeben. Im Gutsbezirk waren 57 Stimmen für Deutschland und 68 für Polen. Der Stimmkreis Lublinitz, dem Pawonkau angehörte, wurde in der Folge zwischen Deutschland und Polen aufgeteilt. Pawonkau fiel wie die Kreisstadt Lublinitz an Polen und lag direkt an der neuen Staatsgrenze. Das heutige Gemeindegebiet wurde durch die Grenzziehung zerrissen – die Dörfer Gwosdzian, Klein-Lagiewnik, Koschwitz, Skrzidlowitz blieben in der Weimarer Republik. Im Polen der Zwischenkriegszeit war Pawonków Teil der Autonomen Woiwodschaft Schlesien.
Nach der deutschen Besetzung im Zweiten Weltkrieg wurde Pawonków 1945 wieder Teil Polens.

## Gemeinde
Zur Landgemeinde (gmina wiejska) Pawonków gehören das Dorf selbst und neun weitere Dörfer mit Schulzenämtern (sołectwa).

## Verkehr
Pawonków hat einen im Personenverkehr nicht mehr bedienten Bahnhof an der Bahnstrecke Kielce–Fosowskie.